# Martin Gray

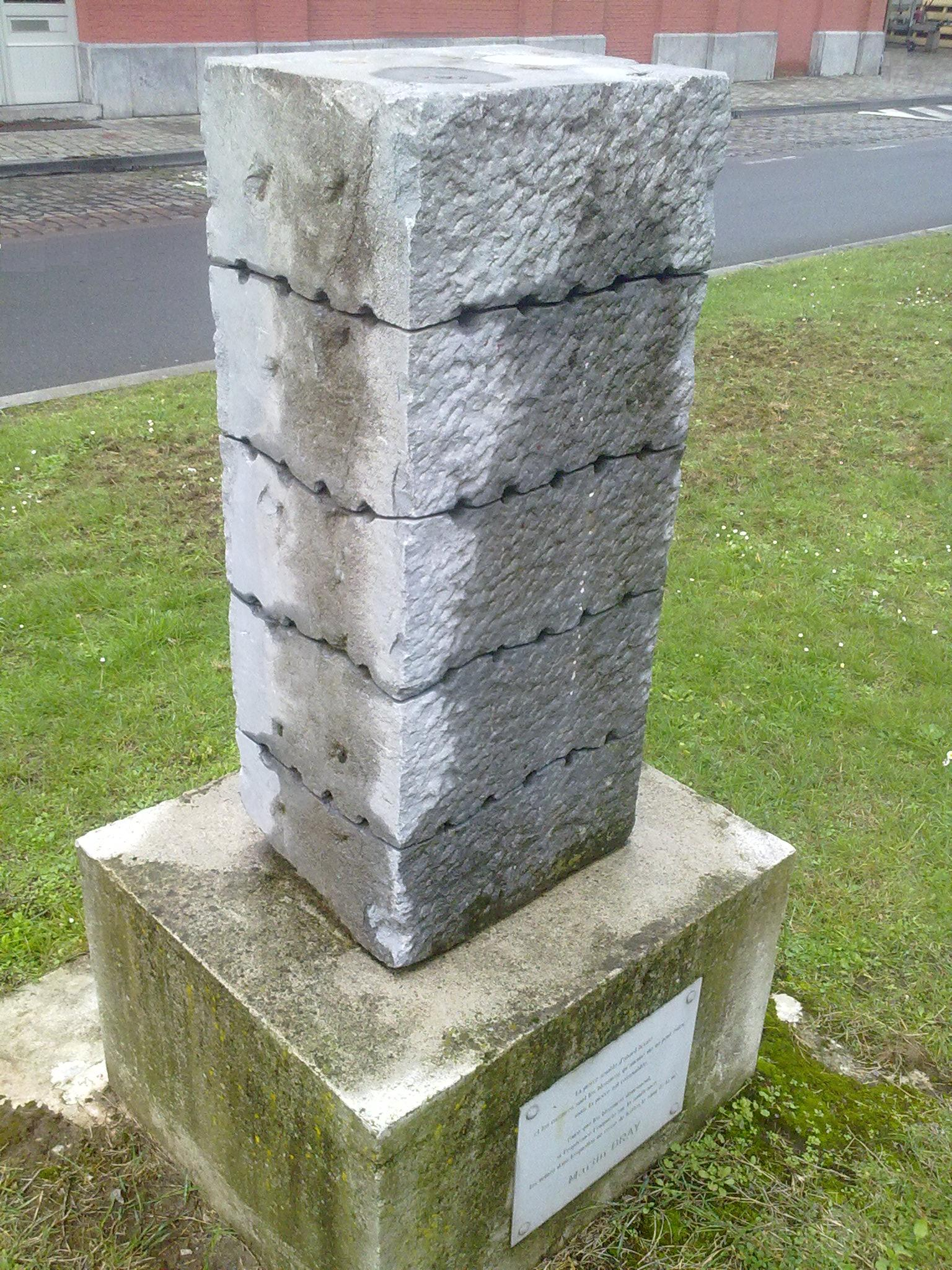
Gedenkstein für Martin Gray in Uccle

Martin Gray, eigentlich Mietek Grajewski (geboren 27. April 1922 in Warschau, Polen; tot aufgefunden am 24. April 2016 in Ciney, Belgien) war ein franko-amerikanischer Autor polnischer Abstammung.
Er wurde bekannt mit Büchern wie Der Schrei nach Leben und Des Lebens Ruf an uns wird nie enden.

## Leben
Grays Familie gehörte zu den reformierten Juden. Er selbst gibt an, keinen besonderen Bezug zur Religion gehabt zu haben.
Grays Lebenslauf während des Zweiten Weltkriegs beruht auf widersprüchlichen und romanhaften Selbstauskünften, die er selbst nicht bereit war, zu verifizieren. Nach dem Einmarsch der Wehrmacht in Polen und seit der Kontrolle Warschaus durch die SS habe er mit seiner Familie im Warschauer Ghetto gelebt. Für seine Familie habe er unter lebensbedrohlichen Umständen Lebensmittel besorgt, er unterstützte und versorgte auch andere Leidensgenossen und schloss sich später dem Widerstand an. Angeblich als Häftling im Vernichtungslager Treblinka kämpfte er tagtäglich ums Überleben. Von dort sei ihm die Flucht gelungen, wie schon mehrfach zuvor. Er sei als Partisan in den Untergrund gegangen und sei später als Leutnant der Roten Armee beigetreten und sei an der Eroberung Berlins beteiligt gewesen.
Nach dem Krieg verließ er die Rote Armee und machte sich auf die Suche nach seiner Großmutter, der einzigen Überlebenden seiner Familie. Diese fand er in New York City. Er übersiedelte in die Vereinigten Staaten und wurde ein erfolgreicher Geschäftsmann. Dort heiratete er Dina, mit der er vier Kinder hatte. Nach der Geburt des ersten Kindes siedelte Gray mit seiner Familie nach Frankreich über. Am 3. Oktober 1970 kam dort seine Frau mit den vier Kindern in einem Waldbrand ums Leben. 1976 heiratete er ein zweites Mal. Aus dieser Ehe gingen drei Kinder hervor.
Gray begann mit dem Schreiben, um seine Erfahrungen weiterzugeben, und gründete die Fondation Dina Gray, eine Stiftung zum Erhalt der Natur und zur Verhinderung von Waldbränden.

## Kritik
Es wurden wiederholt Zweifel an der Korrektheit bzw. Wahrhaftigkeit von vorgeblich autobiografischen Angaben in Grays Büchern geäußert, so vom polnischen Widerstandskämpfer Wacław Kopisto. Auch hat Gray der Tatsache nicht widersprochen, dass der französische Historiker Max Gallo als Ghostwriter umfänglich an der Entstehung von Au nom de tous les miens beteiligt war.
Die Historikerin Gitta Sereny berichtet, dass sie Gray in London in einer Promotionveranstaltung für sein Buch darauf angesprochen habe, dass das, was er über Treblinka geschrieben habe, unwahr sei. Sereny fand heraus, dass der Verleger Grays ihn aufgefordert habe, den polnischen Teil seiner Autobiographie zu dramatisieren, worauf Gray sich für Monate in das jüdische Archiv in Paris zurückgezogen habe. Zudem habe er das Treblinka-Buch von Jean-François Steiner ausgewertet und dabei dessen Fehler übernommen. Steiner seinerseits wollte sein Buch nach der profunden Kritik nurmehr als „Roman“ oder „Tatsachenroman“ gewertet wissen. Sereny beurteilte Steiners und Grays Bücher, die zum Teil auf Wahrheiten beruhten, als noch schlimmer als die von Ghostwritern und Lektoren für den Lesermarkt konfektionierten „persönlichen“ Erfahrungsberichte. Sereny gegenüber habe Gallo zugegeben, dass er ein längeres Kapitel über Treblinka von Gray gefordert habe, because the book required something strong for pulling in readers. Gray, von Sereny damit konfrontiert, dass er nie in Treblinka war, fragte: But does it matter? Wasn't the only important thing that Treblinka did happen, that it should be written about …

## Werke
- La vie renaîtra de la nuit. 1977 ISBN 2-221-06304-X
  - Licht am Ende der Nacht. Übersetzung Martin Schulte. Goldmann, München 1988, ISBN 3-442-09082-2
- Le nouveau livre. Paris : Laffont, ISBN 978-2-221-00528-6
  - Wörterbuch des Lebens. Übersetzung Angela von Hagen. Kreuz, Stuttgart 1982, ISBN 3-7831-0678-8
- Les forces de la vie. 1975 ISBN 2-268-05810-7
  - Wie ein Baum gepflanzt an Wasserbächen. Übersetzung Anne-Christel Recknagel, Helmut Weigel, Una Pfau. Kreuz, Stuttgart 1981, ISBN 3-7831-0628-1
- Au nom de tous les miens. Récit recueilli par Max Gallo. Paris
  - Der Schrei nach Leben : Die Geschichte eines Mannes, der die Unmenschlichkeit besiegte, weil er an den Menschen glaubte. Übersetzung Roland Fleissner, Arno Aeby. Scherz, München 1980, ISBN 3-502-18284-1[8]
- Le livre de la vie.
  - Des Lebens Ruf an uns wird niemals enden. Übersetzung aus dem Französischen Ulla Leippe. Kreuz, Stuttgart 1979, ISBN 3-7831-0588-9 (Fortsetzung von Schrei nach Leben)